# Pterotrachea
Pterotrachea is een geslacht van weekdieren uit de klasse van de Gastropoda (slakken).

## Beschrijving
Bij Pterotrachea is de schelp volledig verdwenen. Het lichaam is doorzichtig en kan het best vergeleken worden met dat van een kwal. Ze bewegen zich voort door de zee met een afgeplatte voet. Deze slaat hij snel op en neer en maakt zo een zwembeweging. De rest van de voetzool wordt gebruikt om zijn prooi te vangen. Hij leeft van kwallen en kleine visjes.

## Soorten
- Pterotrachea coronata Forsskål in Niebuhr, 1775
- Pterotrachea hippocampus Philippi, 1836
- Pterotrachea keraudrenii Gray, 1850
- Pterotrachea scutata Gegenbaur, 1855